# Tidig dammblomfluga
Tidig dammblomfluga (Anasimyia interpuncta) är en tvåvingeart som först beskrevs av Harris 1776.  Tidig dammblomfluga ingår i släktet dammblomflugor, och familjen blomflugor. Arten är reproducerande i Sverige.
Arten förekommer i Centraleuropa och fram till England, södra delar av Norge, Sverige och Finland samt fram till Ryssland. Antagligen lever tidig dammblomfluga även i europeiska delar av Ryssland. Insekten vistas på fuktiga ängar nära vattendrag, insjöar och pölar. Laverna äter ruttnande växtdelar och mikroorganismer som finns där. Vuxna exemplar fortplantar sig mellan maj och juli och de har nektar samt pollen som föda. Larverna hittas av vid jättegröe.
Beståndet hotas av landskapsförändringar när träskmarker omvandlas till odlingsmark. Populationen påverkas även av vattenföroreningar. Hela populationen bedöms som stabil. IUCN listar arten som livskraftig (LC).

## Bildgalleri

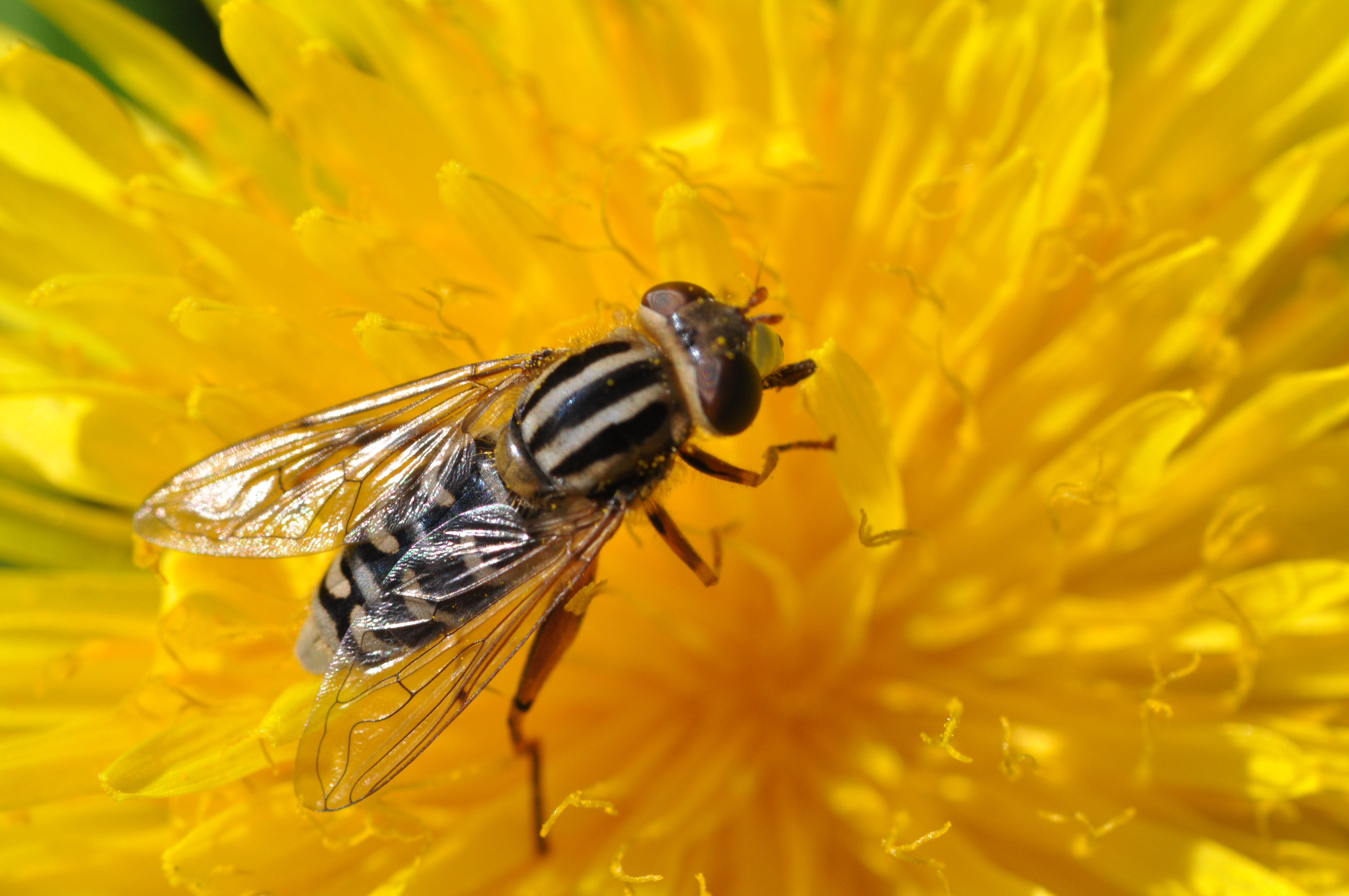
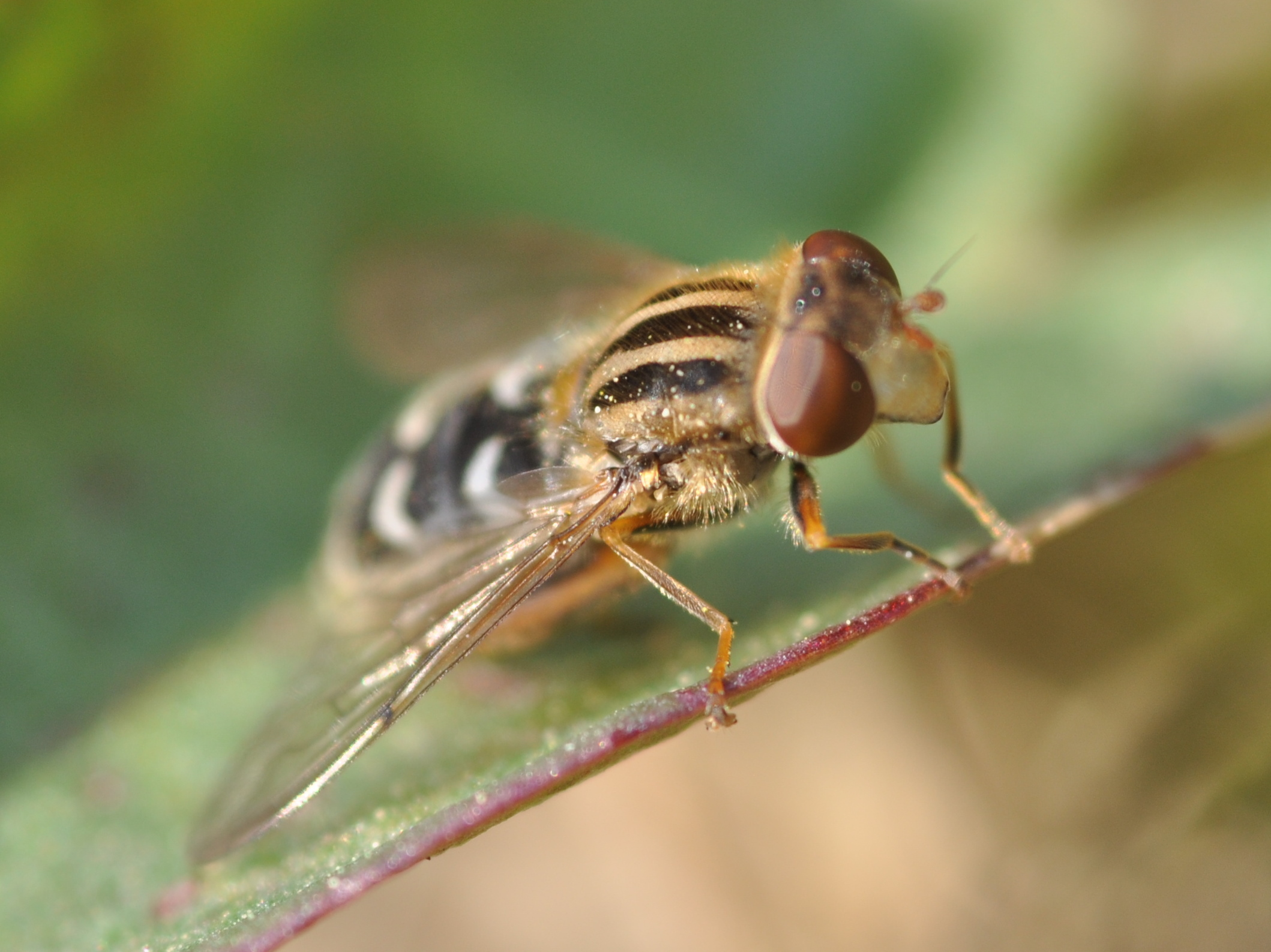